# Lorentzen
 Lorentzen (en alsacià Loränze) és un municipi francès, situat a la regió del Gran Est, al departament del Baix Rin. L'any 1999 tenia 265 habitants.
Forma part del cantó d'Ingwiller, del districte de Saverne i de la Comunitat de comunes de l'Alsace Bossue.

## Demografia
| 1962 | 1968 | 1975 | 1982 | 1990 | 1999 |
| ---- | ---- | ---- | ---- | ---- | ---- |
| 315  | 334  | 278  | 290  | 281  | 265  |

## Administració
| Període   | Identitat           | Partit |
| --------- | ------------------- | ------ |
| 1983-1995 | Christian Weinstein |        |
| 1995-     | Pierre Rauscher     |        |